# Polystichum ovatopaleaceum
Polystichum ovatopaleaceum là một loài thực vật có mạch trong họ Dryopteridaceae. Loài này được (Kodama) Sa. Kurata miêu tả khoa học đầu tiên năm 1964.